# Peller Károly (színművész)
Peller Károly (Budapest, 1979. május 27. –) magyar színész, operetténekes, táncoskomikus.

## Életpályája
Édesapja id. Peller Károly, édesanyja Splény Klára. 1985–1993 között a Grassalkovich Antal Általános Iskolában tanult. A Gundel Károly Vendéglátóipari és Idegenforgalmi Szakképző Iskolában érettségizett (1993–1997), majd a Budapesti Operettszínház Zenés-színészképző Stúdiójában végzett 1998-ban. Ezután a színház szerződtette. 1997–1998-ban a KOTK marketing- és reklámmenedzser szakán tanult. 1998–2001 között több szerepet játszott vendégként a Győri Nemzeti Színházban. 2006-tól a bécsi Volksoper vendégszólistája. A TV2 Jóban Rosszban című sorozatának a szereplője volt.
2023-ban megpályázta a Szegedi Nemzeti Színház igazgatói pozícióját.
2012–2015 között a Kodolányi János Főiskola kommunikáció és médiatudomány szakán tanult. 2013–2016 között elvégezte a Színház- és Filmművészeti Egyetem drámainstruktor képzését. 2016–2018 között elvégezte a Károli Gáspár Református Egyetem színháztudomány mesterképzését is.
2017-ben szerepelt A nagy duett című műsorban, duettpartnere Stohl Luca volt.

## Fontosabb szerepei
- Ábrahám Pál: Bál a Savoyban – Celestin; Mustafa Bej
- Ábrahám Pál: Viktória – 67. Rácz Jancsi, tisztiszolga,
- Alan Menken: Szépség és a szörnyeteg - Gaston (németül is)
- Cole Porter: Kánkán - Etienne
- Galambos Attila – Szente Vajk – Juhász Levente: Puskás, a musical – Östreicher Emil
- Huszka Jenő: Gül baba – Ali basa
- Huszka Jenő: Lili bárónő – "Minden szerepben"
- Huszka Jenő: Mária főhadnagy – Zwickli Tóbiás; Herbert; Biccentő
- Huszka Jenő – Szilágyi László: Sissi, a magyar királyné – Axamethy tábornok
- ifj. Johann Strauss: A denevér (dr. Bőregér) – Orlovszky (német és olasz nyelven is)
- ifj. Johann Strauss: Egy éj Velencében, avagy a golyók háborúja – Pappacoda, szakács
- Jacobi Viktor: Leányvásár – Fritz
- Jacobi Viktor: Sybill – Poire
- Jacques Offenbach: Párizsi élet – Bobinet
- Jávori Ferenc Fegya: Menyasszonytánc – Gáspár
- Jerry Herman: Hello, Dolly! – Barnaby
- Kálmán Imre: Csárdáskirálynő – Bóni (német nyelven is)
- Kálmán Imre: Csárdáskirálynő – Edvin (német nyelven is)
- Kálmán Imre: Marica grófnő – Zsupán (német nyelven is)
- Kálmán Imre: A cirkuszhercegnő – Tóni (német nyelven is)
- Kálmán Imre: A bajadér – Fülöp, író
- Karinthy Frigyes: Tanár úr, kérem! – Apa
- Kocsák Tibor-Somogyi Szilárd-Miklós Tibor: Abigél – Kőnig tanár úr
- Lehár Ferenc: Luxemburg grófja – Brissard (német nyelven is)
- Lehár Ferenc: A mosoly országa – Főeunuch
- Lehár Ferenc: A víg özvegy – St. Brioche (német és olasz nyelven is)
- Lehár Ferenc: A víg özvegy – Cascada (német és olasz nyelven is)
- Leo Fall: Madame Pompadour – Róka
- Mihail Afanaszjevics Bulgakov: A Mester és Margarita – Dismas
- Molnár Ferenc: A doktor úr – Bertalan
- Neil Simon – Marvin Hamlisch – Carole Bayer Sager: Édeskettes, hármasban – Vernon
- Peller Károly: Oszi-Boszi, a repülő nagyanyó – Mézekalácshuszár
- Richard Rodgers & Oscar Hammerstein: A muzsika hangja – Trapp kapitány; Rolf
- Romain Weingarten: A nyár – Simon
- Szakcsi Lakatos Béla: Szentivánéji álom – Zuboly
- Szirmai Albert: Mágnás Miska – Miska; Récsey Mixi gróf; Técsey Pixi gróf
- Tolcsvay László - Tamási Áron: Ördögölő Józsiás – Durmonyás, ördög
- Tolcsvay László - Tamási Áron: Ördögölő Józsiás – Fanfarus, udvarmester
- Zerkovitz Béla: Csókos asszony – Ibolya Ede

## Díjai, elismerései
- Nívó-díj (2002)
- Marsall-bot, az évad legígéretesebb tehetségének (2003)
- a magyar kritikusok által az évad legjobb mellékszereplője díjára jelölték (2004)
- Kálmán Imre-emlékplakett (2017)
- Honthy-díj (2018)
- Rátonyi Róbert-díj (2023)[5]